# Георг К. Глазер (награда)
Литературната награда „Георг К. Глазер“ (на немски: Georg-K.-Glaser-Preis) е учредена през 1998 г. от Министерството на културата на провинция Рейнланд-Пфалц и се раздава ежегодно.
Удостояват се автори от всички стилове, „които са родени в Рейнланд-Пфалц или там живеят или с литературното си творческтво са особено свързани с културния живот на провинцията“.
С главната награда, която възлиза на 10 000 €, се отличават изтъкнати, оценени надрегионално, литературни постижения.
Допълнително се раздава поощрителна награда на стойност 3000 € за най-добър изпратен текст при официално оповестяване.
Наградата е наречена на родения в Рейнланд-Пфалц писател Георг К. Глазер (1910-1995), който по времето на националсоциализма е принуден да емигрира във Франция.

## Носители на наградата (подбор)
- 2000: Кристоф Петерс
- 2001: Давид Вагнер
- 2002: Томас Лер
- 2004: Ханс-Йозеф Ортхайл
- 2004: Моника Ринк (поощрение)
- 2006: Норберт Шойер
- 2007: Дагмар Лойполд
- 2010: Моника Ринк
- 2011: Рафик Шами
- 2013: Харалд Мартенщайн
- 2014: Рор Волф
- 2015: Герхард Хеншел